# 레옹
《레옹》(프랑스어: Léon)은 1994년에 개봉한 범죄, 스릴러 영화다. 영어로 제작되었으며, 미국에서는 《더 프로페셔널》이라는 제목으로 개봉되었다. 뤼크 베송이 각본 및 감독을 맡았고 장 르노, 나탈리 포트만, 게리 올드만이 주연을 맡아 연기했다.

## 줄거리
《레옹》은 뉴욕시 리틀 이탈리아 지역의 마피아 보스 '올드 토니' 밑에서 일하는 이탈리아계 미국인 청부살인업자(본인의 표현으로는 클리너)의 이야기이다. 어느 날 레옹은 복도 건너편에 사는 12살 소녀 마틸다 란도를 만난다. 마틸다는 문제아 학교에 다니다가 등교를 중단한 채 가족과 함께 살고 있었다.
마틸다의 폭력적인 아버지는 부패한 마약단속국(DEA) 요원들의 분노를 사게 된다. 이들은 그의 아파트에 코카인을 보관하는 대가로 돈을 지불해왔다. 그러나 마약 재고에서 일부를 빼돌린 사실이 발각되자, 마약 중독자인 국장 노만 스탠스필드의 지휘 아래 DEA 요원들이 아파트를 급습한다. 그들은 사라진 마약을 찾는 과정에서 마틸다가 식료품을 사러 나간 사이 그의 가족을 모두 살해한다. 돌아온 마틸다는 상황을 직감하고 곧바로 레옹의 아파트로 향하고, 레옹은 망설이다가 그를 받아들인다.
마틸다는 곧 레옹이 청부살인업자라는 사실을 알아낸다. 그는 레옹에게 자신을 돌봐달라고 간청하며, 4살 난 남동생의 죽음에 대한 복수를 위해 기술을 가르쳐달라고 부탁한다. 처음에 레옹은 그의 존재에 불안을 느끼며 자는 동안 죽일까도 고민하지만, 결국 마틸다를 훈련시키며 여러 무기 사용법을 가르친다. 그 대가로 마틸다는 레옹의 심부름을 하고 아파트를 청소하며 글을 가르쳐준다. 마틸다는 레옹을 동경하며 이내 그에게 호감을 느껴 자주 사랑한다고 말하지만, 레옹은 이에 응답하지 않는다.
레옹이 일을 나간 사이, 마틸다는 레옹의 무기를 가방에 담아 스탠스필드를 죽이러 나선다. 배달원으로 위장해 DEA 사무실에 잠입하지만, 화장실에서 스탠스필드의 기습을 받는다. 그때 부하 한 명이 와서 레옹이 아침에 차이나타운에서 부패 요원 말키를 죽였다고 알린다. 마틸다가 남긴 쪽지를 보고 상황을 파악한 레옹은 그를 구하러 와서 스탠스필드의 부하 두 명을 더 죽인다. 분노한 스탠스필드는 토니를 찾아가 레옹의 소재를 밝히라며 고문한다.
레옹은 마틸다에게 자신이 어떻게 청부살인업자가 되었는지 이야기해준다. 19살 때 이탈리아에서 부유한 집안의 여자를 사랑하게 되었는데, 레옹의 집은 가난했다. 둘은 도망가기로 계획했으나, 여자의 아버지가 이를 알아내고 분노해 딸을 죽였다. 레옹은 복수로 그 아버지를 죽이고 뉴욕으로 도망쳐 토니를 만나 청부살인업자가 되는 훈련을 받았다.
그 후 마틸다가 식료품을 사러 갔다가 돌아오는 길에, 스탠스필드가 보낸 뉴욕 경찰 특수기동대가 그를 붙잡고 레옹의 아파트에 침입한다. 레옹은 특수기동대를 기습해 마틸다를 구한다. 레옹은 통풍구에 구멍을 뚫어 마틸다의 탈출 경로를 만든다. 특수기동대가 아파트를 폭파하기 직전, 레옹은 마틸다에게 사랑한다고 말하며 1시간 후 토니의 가게에서 만나자고 한다. 혼란 속에서 부상당한 레옹은 특수기동대원으로 위장해 건물을 빠져나가지만, 스탠스필드만은 그를 알아보고 뒤에서 총을 쏜다. 죽어가는 레옹은 스탠스필드의 손바닥에 수류탄 핀을 쥐어주며 이것이 마틸다가 보내는 것이라고 말한다. 스탠스필드가 레옹의 조끼를 열자 수류탄 다발이 드러나고, 폭발로 스탠스필드도 죽는다.
마틸다는 토니를 찾아가 자신을 고용해달라고 설득하지만, 토니는 12살 아이를 고용할 수 없다며 단호히 거절한다. 대신 레옹이 자신에게 무슨 일이 생기면 돈을 마틸다에게 주라고 했다고 말한다. 토니는 마틸다에게 용돈으로 100달러를 주고 학교로 돌려보낸다. 교장은 마틸다의 사연을 듣고 재입학을 허가한다. 마틸다는 레옹과 약속했던 대로 '뿌리를 내리게 하기 위해' 학교 근처 들판에 레옹의 화분을 심는다.

## 출연진

### 주연
- 레옹(배우: 장 르노)
살인청부업자. 자신을 클리너라 칭한다.
- 마틸다(배우: 나탈리 포트만)
부패한 경찰들에게 가족을 잃은 뒤, 레옹과 함께 살며 살인청부업자가 되려는 12세 소녀.
- 스탠스필드(배우: 게리 올드먼)
부패한 마약단속국의 형사. 정신병적 행동을 보이기도 한다.

### 조연
- 토니(배우: 대니 아이엘로)
마피아의 일원. 레옹에게 살인을 청부한다.
- 마틸다의 아버지(배우: 마이클 바달루코)

- 마틸다의 어머니(배우: 엘런 그린)

- 말키(배우: 피터 애펠)

## 한국어 더빙 성우진

### KBS (1997년 2월 6일)
- 김기현 - 레옹(장 르노)
- 정미숙 - 마틸다(나탈리 포트만)
- 장광 - 스탠(게리 올드먼)
- 한상덕 - 토니(대니 엘로)
- 김정미 - 고아원 원장(베티 밀러)
- 유영환 - 베니(키스 A. 글래스코) / 호텔 주인(조지 마틴)
- 신흥철 - 스탠의 부하(돈 크리치)
- 성창수 - 마틸다의 아빠(마이클 바달루코) / 레옹의 택시 운전 기사(스튜어트 루딘)
- 김옥경 - 마틸다의 엄마(엘런 그린) / 이웃집 할머니(제시 코시안)
- 성완경 - 몰키(피터 애펠) / 마틸다의 택시 운전 기사(아둘 하산 샤리프)
- 전인배 - 스탠의 부하(윌리 원 블러드)
- 정미경 - 마틸다의 언니(엘리자베스 리젠)

### SBS (2002년 9월 29일)
- 김기현 - 레옹(장 르노)
- 정미숙 - 마틸다(내털리 포트먼)
- 장광 - 스탠(게리 올드먼)
- 한상덕 - 토니(대니 엘로)
- 최병학 - 호텔 주인(조지 마틴)
- 강연숙 - 고아원 원장(베티 밀러)
- 기경옥 - 마틸다의 엄마(엘런 그린)
- 홍혜정 - 소년(대니 프레드) / 이웃집 할머니(제시 코시안)
- 임성표 - 킬러(프랭크 센저)
- 김영훈 - 레옹의 택시 운전 기사(스튜어트 루딘) / 의뢰인(로버트 라사르도)
- 홍승섭 - 몰키(피터 애펠) / 베니(키스 A. 글래스코)
- 김순영 - 마틸다의 언니(엘리자베스 리젠)
- 안장혁 - 마틸다의 아빠(마이클 바달루코) / 스탠의 부하(돈 크리치)
- 조영호 - 스탠의 부하(윌리 원 블러드) / 마틸다의 택시 운전 기사(아둘 하산 샤리프)